# Tomáš Rosický
Tomáš Rosický, né le 4 octobre 1980 à Prague en Tchéquie, est un footballeur international tchèque qui évoluait au poste de milieu offensif.

## Biographie

### Carrière en clubs

#### Formation au Sparta Prague
Né  à Prague en Tchéquie, Tomáš Rosický est formé par l'un des clubs de la capitale, le Sparta Prague. Il commence sa carrière professionnelle avec ce club en 1998 à 17 ans. Avec cette équipe il gagne ses premiers trophées, remportant le championnat à deux reprises et Rosický devient le plus jeune joueur à être élu Joueur tchèque de l'année, en 2001. Ses années dans la capitale lui permettent de disputer la Ligue des champions (à 18 ans) et de devenir international à seulement 19 ans.

#### Borussia Dortmund
En janvier 2001, il signe au Borussia Dortmund et devient ainsi, à seulement 20 ans, le joueur étranger le plus cher du championnat allemand. Il joue son premier match sous ses nouvelles couleurs le 2 février 2001 face au TSV 1860 Munich, contre qui son équipe s'incline (1-0). Il inscrit son premier but pour Dortmund le 11 août 2001, contre le VfL Wolfsburg, en championnat. Son équipe s'impose 4-0 ce jour-là. Rosický marque de nouveau lors de la journée suivante, le 11 août 2001, contre le FC Hansa Rostock. Titulaire, il ouvre le score au bout de quatre minutes de jeu avant de déliver une passe décisive pour Sunday Oliseh, permettant ainsi à son éuqipe de l'emporter par deux buts à zéro.
À Dortmund, il remporte la Bundesliga en 2002 et atteint la finale de la Coupe UEFA (perdue contre le Feyenoord Rotterdam 3-2). Durant ses six années en Allemagne, il prend part à 149 matchs de championnat (20 buts) et à 27 matchs européens (3 buts).
La réputation de Rosický grandit pendant son séjour en Allemagne, mais durant la fin de celui-ci, le club a des difficultés financières. Bien qu'ils ne le désirent pas, les dirigeants du club sont forcés de vendre leur meilleurs joueurs. De nombreux clubs européens se montrent intéressés par le milieu tchèque et Rosický émet le désir de partir dès la fin de la saison 2005-2006.

#### Arsenal
Le 23 mai 2006, Tomáš Rosický signe un contrat de « longue durée » avec Arsenal. Le montant du transfert est inconnu, mais les médias parlent d'environ 6,8 millions de £. Il hérite alors du numéro 7, laissé vacant après le départ de Robert Pirès vers Villarreal quelques jours plus tôt.

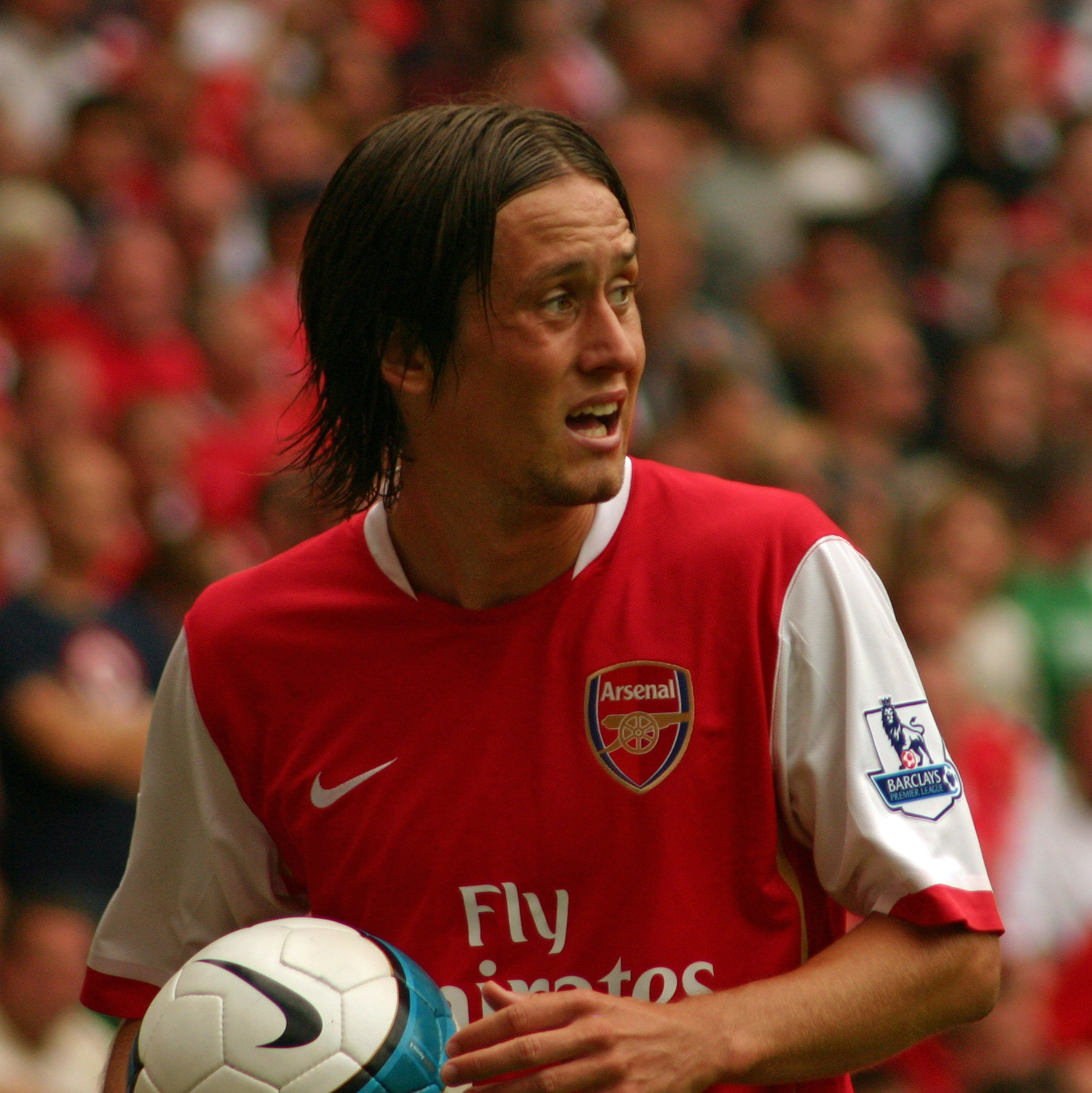
Rosický avec Arsenal en 2007.

Le 8 août 2006, Tomáš Rosický fait ses débuts avec Arsenal lors du troisième tour préliminaire de la Ligue des champions contre le Dinamo Zagreb. En septembre, il marque son premier but pour les Gunners sur le terrain de Hambourg SV en Ligue des champions et le 11 février 2007, son premier but en Premier League contre Wigan Athletic.
Au début de 2007, Tomáš Rosický est sacré meilleur joueur tchèque de l'année pour la troisième fois de sa carrière.
Après un bon début de saison 2007-2008, Rosický se blesse grièvement en janvier 2008, manquant ainsi la fin de saison d'Arsenal ainsi que la phase finale de l'Euro 2008. À la suite de multiples complications et rechutes, il connaît une saison 2008-2009 blanche et ne dispute aucune rencontre officielle avec l'équipe londonienne.
Rosický fait son retour à la compétition le 12 septembre 2009 lors du match de Premier League contre Manchester City. Si Arsenal s'incline 4-2, il est impliqué sur les deux buts de son équipe : entré en jeu à la 53e minute, il adresse une passe à Robin van Persie pour l'égalisation (1-1) et marque son premier but de la saison en fin de match. De nouveau blessé, il est éloigné quelques semaines des terrains. Il fait son retour à la compétition le 9 janvier 2010 pour le compte de la 21e journée du championnat. Entré à la 64e minute, il marque le but égalisateur contre Everton dans le temps additionnel (2-2).
Le 12 mars 2012, Tomáš Rosický signe un nouveau contrat avec Arsenal. Le club ne précise pas la durée de celui-ci,, tandis que la presse annonce une durée de deux ans.
Souvent blessé, il connaît des saisons blanches à Arsenal en ne jouant pas le moindre match en 2008/09 et en 2015/16. Il reste tout de même gravé dans les mémoires des supporters londoniens. En fin de contrat avec Arsenal, Arsène Wenger annonce que le joueur ne prolongera pas.

#### Retour au Sparta Prague et fin de carrière
Seize ans après son départ, Tomáš Rosický revient dans le club de son cœur : le 30 août 2016, il s'engage pour 2 ans. Malheureusement, une déchirure des fibres musculaires intervient quelques jours après sa signature et le handicape pour la saison. Il n'effectue qu'un match de Coupe d'Europe et de championnat cette saison-là.
Rétabli, il entame la saison 2017/2018 sous de meilleurs augures et marque en septembre 2017 contre Karviná son premier but depuis son retour à Prague. Il s'agit également de son tout dernier but. En effet, n'estimant plus avoir un corps apte pour le haut niveau, Tomáš Rosický annonce sa retraite le 20 décembre 2017, juste avant la trêve hivernale, et malgré les six mois de contrat restant.
Le 9 juin 2018, il organise son jubilé au stade de Letná avec plusieurs de ses anciens coéquipiers. Le match oppose une équipe d'anciens internationaux tchèques tels Karel Poborský, Jan Koller et Petr Čech, menés par Tomáš Rosický, et une équipe d'anciens partenaires étrangers du Borussia Dortmund et d'Arsenal, parmi lesquels figurent Jens Lehmann, Robin van Persie, Cesc Fàbregas, mais aussi les Français Mathieu Flamini, Bacary Sagna et Gaël Clichy.
Rosický et les Tchèques remportent la rencontre 5-2,.

### Carrière en sélection
Tomáš Rosický fait ses débuts internationaux en 2000 contre la république d'Irlande. Il participe à l'Euro 2000, à l'Euro 2004 ainsi qu'à la Coupe du monde 2006 avec la République tchèque. Il brille lors des matches de qualification, marquant de nombreux buts importants. Le 16 novembre 2005, le joueur tchèque marque également le but de la victoire en barrages lors du match retour contre la Norvège (1-0), ce qui permet à son pays de se qualifier pour le Mondial allemand.
Lors de la Coupe du monde 2006, Rosický marque deux buts lors de la victoire tchèque contre les États-Unis le 12 juin 2006 (3-0). Après les blessures des deux attaquants vedettes Jan Koller et Milan Baroš, Rosický est positionné en attaque. Cependant, la République tchèque est éliminée de la compétition après les matches de poule, après deux défaites face au Ghana et à l'Italie.
Au début de la saison 2006-2007, Rosický hérite du brassard de capitaine en remplacement de Pavel Nedvěd. 
Une grave blessure l'empêche de participer au Championnat d'Europe 2008.
Tomáš Rosický fait partie des joueurs sélectionnés par Michal Bílek pour participer à l'Euro 2012, mais à la suite d'une blessure au tendon d'Achille durant le second match de groupe face à la Grèce, il ne peut participer au reste de la compétition. Les Tchèques sont éliminés en quarts de finale face au Portugal (0-1) sans leur capitaine.
Rosický fête sa centième sélection avec la République tchèque le 12 juin 2015, à l'occasion d'une rencontre face à l'Islande. Titulaire et capitaine lors de cette rencontre, voit toutefois son équipe s'incliner par deux buts à un,.
Il est retenu par le sélectionneur Pavel Vrba dans la liste des 23 joueurs pour disputer l'Euro 2016. Il fête sa dernière sélection durant ce tournoi, à l'occasion d'un nul 2-2 contre la Croatie. 
Tomáš Rosický reste le joueur le plus jeune (19 ans à l'UEFA EURO 2000) et le plus âgé (35 ans à l'UEFA EURO 2016) à avoir représenté la République tchèque lors d'un Championnat d'Europe, mais il n'a disputé qu'une seule Coupe du monde en 2006. Il est troisième en nombre de sélections dans l'histoire de la sélection tchèque, derrière Petr Čech (124) et Karel Poborský (118).

### Carrière de dirigeant
Le 17 décembre 2018, Tomáš Rosický est nommé directeur sportif du Sparta Prague.

## Statistiques
| Saison                | Club                  | Championnat           | Championnat | Championnat | Championnat | Coupe nationale | Coupe nationale | Coupe nationale | Coupe de la Ligue | Coupe de la Ligue | Coupe de la Ligue | Supercoupe | Supercoupe | Supercoupe | Compétition(s) continentale(s) | Compétition(s) continentale(s) | Compétition(s) continentale(s) | Compétition(s) continentale(s) | Tchéquie | Tchéquie | Tchéquie | Total | Total | Total |
| Saison                | Club                  | Division              | M.          | B.          | P.d.        | M.              | B.              | P.d.            | M.                | B.                | P.d.              | M.         | B.         | P.d.       | Comp.                          | M.                             | B.                             | P.d.                           | M.       | B.       | P.d.     | M.    | B.    | P.d.  |
| 1998-1999             | Sparta Prague         | První Liga            | 3           | 0           | -           | -               | -               | -               | -                 | -                 | -                 | -          | -          | -          | -                              | -                              | -                              | -                              | -        | -        | -        | 3     | 0     | 0     |
| 1999-2000             | Sparta Prague         | První Liga            | 24          | 5           | -           | -               | -               | -               | -                 | -                 | -                 | -          | -          | -          | C1                             | 12                             | 2                              | 3                              | 6        | 0        | 0        | 42    | 7     | 3     |
| 2000-2001             | Sparta Prague         | První Liga            | 14          | 3           | -           | -               | -               | -               | -                 | -                 | -                 | -          | -          | -          | C1                             | 8                              | 2                              | 0                              | 2        | 0        | 0        | 24    | 5     | 0     |
| Sous-total            | Sous-total            | Sous-total            | 41          | 8           | -           | -               | -               | -               | -                 | -                 | -                 | -          | -          | -          | -                              | 20                             | 4                              | 3                              | 8        | 0        | 0        | 69    | 12    | 3     |
| 2000-2001             | Borussia Dortmund     | Bundesliga            | 15          | 0           | 5           | -               | -               | -               | -                 | -                 | -                 | -          | -          | -          | -                              | -                              | -                              | -                              | 5        | 0        | 0        | 20    | 0     | 5     |
| 2001-2002             | Borussia Dortmund     | Bundesliga            | 30          | 5           | 9           | 1               | 0               | 0               | 2                 | 0                 | 0                 | -          | -          | -          | C1+C3                          | 8+8                            | 1+0                            | 1+1                            | 7        | 2        | 0        | 56    | 8     | 11    |
| 2002-2003             | Borussia Dortmund     | Bundesliga            | 30          | 4           | 5           | 1               | 0               | 0               | 1                 | 0                 | 0                 | -          | -          | -          | C1                             | 7                              | 2                              | 4                              | 9        | 4        | 1        | 48    | 10    | 10    |
| 2003-2004             | Borussia Dortmund     | Bundesliga            | 19          | 2           | 0           | 1               | 0               | 0               | 3                 | 1                 | 0                 | -          | -          | -          | C1+C3                          | 2+2                            | 0                              | 0                              | 10       | 2        | 0        | 37    | 5     | 0     |
| 2004-2005             | Borussia Dortmund     | Bundesliga            | 27          | 4           | 4           | 2               | 0               | 0               | -                 | -                 | -                 | -          | -          | -          | -                              | -                              | -                              | -                              | 9        | 5        | 2        | 38    | 9     | 6     |
| 2005-2006             | Borussia Dortmund     | Bundesliga            | 28          | 5           | 6           | -               | -               | -               | -                 | -                 | -                 | -          | -          | -          | C4                             | 2                              | 0                              | 0                              | 9        | 4        | 1        | 39    | 9     | 7     |
| Sous-total            | Sous-total            | Sous-total            | 149         | 20          | 29          | 5               | 0               | 0               | 6                 | 1                 | 0                 | -          | -          | -          | -                              | 29                             | 3                              | 6                              | 49       | 17       | 4        | 238   | 41    | 39    |
| 2006-2007             | Arsenal FC            | Premier League        | 26          | 3           | 3           | 4               | 2               | 0               | 1                 | 0                 | 1                 | -          | -          | -          | C1                             | 6                              | 1                              | 0                              | 8        | 0        | 1        | 45    | 6     | 5     |
| 2007-2008             | Arsenal FC            | Premier League        | 18          | 6           | 2           | 1               | 0               | 0               | 1                 | 0                 | 0                 | -          | -          | -          | C1                             | 5                              | 1                              | 0                              | 3        | 2        | 0        | 28    | 9     | 2     |
| 2008-2009             | Arsenal FC            | Premier League        | -           | -           | -           | -               | -               | -               | -                 | -                 | -                 | -          | -          | -          | -                              | -                              | -                              | -                              | -        | -        | -        | 0     | 0     | 0     |
| 2009-2010             | Arsenal FC            | Premier League        | 25          | 3           | 4           | 0               | 0               | 0               | 1                 | 0                 | 0                 | -          | -          | -          | C1                             | 7                              | 0                              | 1                              | 4        | 0        | 0        | 37    | 3     | 5     |
| 2010-2011             | Arsenal FC            | Premier League        | 21          | 0           | 1           | 5               | 1               | 1               | 3                 | 0                 | 0                 | -          | -          | -          | C1                             | 5                              | 0                              | 1                              | 8        | 1        | 1        | 42    | 2     | 4     |
| 2011-2012             | Arsenal FC            | Premier League        | 28          | 1           | 4           | 2               | 0               | 0               | 0                 | 0                 | 0                 | -          | -          | -          | C1                             | 8                              | 1                              | 0                              | 7        | 0        | 2        | 45    | 2     | 6     |
| 2012-2013             | Arsenal FC            | Premier League        | 10          | 2           | 1           | 2               | 0               | 0               | 1                 | 0                 | 0                 | -          | -          | -          | C1                             | 3                              | 1                              | 0                              | 4        | 0        | 1        | 20    | 3     | 2     |
| 2013-2014             | Arsenal FC            | Premier League        | 27          | 2           | 1           | 3               | 1               | 0               | 1                 | 0                 | 0                 | -          | -          | -          | C1                             | 8                              | 0                              | 0                              | 3        | 2        | 0        | 42    | 5     | 1     |
| 2014-2015             | Arsenal FC            | Premier League        | 15          | 2           | 1           | 3               | 1               | 1               | 1                 | 0                 | 0                 | 1          | 0          | 0          | C1                             | 4                              | 0                              | 0                              | 6        | 0        | 0        | 30    | 3     | 2     |
| 2015-2016             | Arsenal FC            | Premier League        | -           | -           | -           | 1               | 0               | 0               | -                 | -                 | -                 | -          | -          | -          | C1                             | -                              | -                              | -                              | 5        | 1        | 1        | 6     | 1     | 1     |
| Sous-total            | Sous-total            | Sous-total            | 170         | 19          | 17          | 21              | 5               | 2               | 9                 | 0                 | 1                 | 1          | 0          | 0          | -                              | 46                             | 4                              | 2                              | 48       | 6        | 6        | 295   | 34    | 28    |
| 2016-2017             | Sparta Prague         | První Liga            | 1           | 0           | 0           | -               | -               | -               | -                 | -                 | -                 | -          | -          | -          | -                              | -                              | -                              | -                              | 2        | 0        | 1        | 3     | 0     | 1     |
| 2017-2018             | Sparta Prague         | První Liga            | 11          | 1           | 0           | -               | -               | -               | -                 | -                 | -                 | -          | -          | -          | C3                             | 1                              | 0                              | 0                              | -        | -        | -        | 12    | 1     | 0     |
| Sous-total            | Sous-total            | Sous-total            | 12          | 1           | 0           | -               | -               | -               | -                 | -                 | -                 | -          | -          | -          | -                              | 1                              | 0                              | 0                              | 2        | 0        | 1        | 15    | 1     | 1     |
| Total sur la carrière | Total sur la carrière | Total sur la carrière | 372         | 48          | 46          | 26              | 5               | 2               | 15                | 1                 | 1                 | 1          | 0          | 0          | -                              | 96                             | 11                             | 11                             | 105      | 23       | 11       | 615   | 88    | 71    |

### Buts en sélection
| Buts de Tomáš Rosický en sélection | Buts de Tomáš Rosický en sélection | Buts de Tomáš Rosický en sélection           | Buts de Tomáš Rosický en sélection | Buts de Tomáš Rosický en sélection | Buts de Tomáš Rosický en sélection | Buts de Tomáš Rosický en sélection |
| ---------------------------------- | ---------------------------------- | -------------------------------------------- | ---------------------------------- | ---------------------------------- | ---------------------------------- | ---------------------------------- |
| -                                  | Date                               | Lieu                                         | Adversaire                         | Résultat                           | Compétition                        |                                    |
| 1.                                 | 6 octobre 2001                     | Letná Stadion, Prague                        | Bulgarie                           | 6-0                                | Éliminatoires Coupe du monde 2002  |                                    |
| 2.                                 | 6 octobre 2001                     | Letná Stadion, Prague                        | Bulgarie                           | 6-0                                | Éliminatoires Coupe du monde 2002  |                                    |
| 3.                                 | 21 août 2002                       | Stade Andrův, Olomouc                        | Slovaquie                          | 4-1                                | Match amical                       |                                    |
| 4.                                 | 21 août 2002                       | Stade Andrův, Olomouc                        | Slovaquie                          | 4-1                                | Match amical                       |                                    |
| 5.                                 | 12 octobre 2002                    | Stadionul Republican, Chișinău               | Moldavie                           | 0-2                                | Éliminatoires Euro 2004            |                                    |
| 6.                                 | 30 avril 2003                      | Na Stínadlech, Teplice                       | Turquie                            | 4-0                                | Match amical                       |                                    |
| 7.                                 | 18 février 2004                    | Stade Renzo-Barbera, Palerme                 | Italie                             | 2-2                                | Match amical                       |                                    |
| 8.                                 | 2 juin 2004                        | Toyota Arena, Prague                         | Bulgarie                           | 3-1                                | Match amical                       |                                    |
| 9.                                 | 13 octobre 2004                    | Stade Hanrapetakan, Erevan                   | Arménie                            | 0-3                                | Éliminatoires Coupe du monde 2006  |                                    |
| 10.                                | 26 mars 2005                       | Na Stínadlech, Teplice                       | Finlande                           | 4-3                                | Éliminatoires Coupe du monde 2006  |                                    |
| 11.                                | 30 mars 2005                       | Estadi Comunal, Andorre-la-Vieille           | Andorre                            | 0-4                                | Éliminatoires Coupe du monde 2006  |                                    |
| 12.                                | 4 juin 2005                        | Stadion u Nisy, Liberec                      | Andorre                            | 8-1                                | Éliminatoires Coupe du monde 2006  |                                    |
| 13.                                | 8 juin 2005                        | Na Stínadlech, Teplice                       | Macédoine du Nord                  | 6-1                                | Éliminatoires Coupe du monde 2006  |                                    |
| 14.                                | 12 octobre 2005                    | Stade olympique d'Helsinki, Helsinki         | Finlande                           | 0-3                                | Éliminatoires Coupe du monde 2006  |                                    |
| 15.                                | 16 novembre 2005                   | Toyota Arena, Prague                         | Norvège                            | 1-0                                | Éliminatoires Coupe du monde 2006  |                                    |
| 16.                                | 12 juin 2006                       | FIFA WM Stadion Gelsenkirchen, Gelsenkirchen | États-Unis                         | 3-0                                | Coupe du monde 2006                |                                    |
| 17.                                | 12 juin 2006                       | FIFA WM Stadion Gelsenkirchen, Gelsenkirchen | États-Unis                         | 3-0                                | Coupe du monde 2006                |                                    |
| 18.                                | 8 septembre 2007                   | Stadio Olimpico, Serravalle                  | Saint-Marin                        | 3-0                                | Éliminatoires Euro 2008            |                                    |
| 19.                                | 17 novembre 2007                   | AXA Arena, Prague                            | Slovaquie                          | 3-1                                | Éliminatoires Euro 2008            |                                    |
| 20.                                | 9 février 2011                     | Stade Gradski vrt, Osijek                    | Croatie                            | 2-4                                | Match amical                       |                                    |
| 21.                                | 6 septembre 2013                   | Eden Aréna, Prague                           | Arménie                            | 1-2                                | Éliminatoires Coupe du monde 2014  |                                    |
| 22.                                | 5 mars 2014                        | Eden Aréna, Prague                           | Norvège                            | 2-2                                | Match amical                       |                                    |
| 23.                                | 1er juin 2016                      | Tivoli-Neu, Innsbruck                        | Russie                             | 2-1                                | Match amical                       |                                    |

## Palmarès

### En club
- Sparta Prague
  - Champion de République tchèque en 1999, 2000 et 2001.
- Borussia Dortmund
  - Champion d'Allemagne en 2002
  - Finaliste de la Coupe UEFA en 2002.
- Arsenal
  - Vainqueur de la FA Cup en 2014 et 2015.
  - Vainqueur du Community Shield en 2014.
  - Finaliste de la League Cup en 2011.

### Distinctions personnelles
- Meilleur passeur de Bundesliga en 2002
- Footballeur tchèque de l'année 2001, 2002 et 2006.
- Meilleur joueur de Bundesliga en 2005 et 2006
- Meilleur jeune joueur de Bundesliga en 2002
- Meilleur jeune joueur du championnat tchèque de l'année 1999
- Talent de République tchèque en 1999
- Ballon d'or tchèque en 2002

### Chiffres
- En sélection : 105 matches, 23 buts
- En compétitions interclubs de l'UEFA : 96 matches, 11 buts
- En compétitions nationales : 410 matches, 54 buts